# 性信入道親王
性信入道親王（しょうしん にゅうどうしんのう）は、三条天皇第4皇子、母は皇后娍子。真言宗仁和寺の第2世門跡。諱は師明（もろあきら）、法名は性信、号に光明寿院、密号に金剛行、通称は大御室（おおおむろ）。

## 経歴
父・三条天皇の即位に伴い、寛弘8年（1011年）10月に兄姉とともに親王宣下を蒙り、師明親王となった。長和5年（1016年）三条天皇は退位し、翌6年（1017年）に崩御。こうした中、寛仁2年（1018年）に出家して性信の法名を名乗った。治安3年（1023年）に仁和寺の済信から伝法灌頂を受けた。
康平2年（1059年）高野山に参詣して、護摩を800余日間行い、高野山山上に灌頂院造営を発願した。延久5年（1073年）後三条天皇の出家の戒師を務めた。後冷泉天皇の病気平癒をはじめ多くの修法を行ってその験著しく、永保3年（1083年）その功により二品に叙せられた。従前においては皇族が出家する際には品位を返上することになっていたが、この性信の叙品が入道親王や法親王への叙品の先例となった。
仁和寺は宇多天皇が出家後に住持となって以来、その子孫が別当を務める寺になっていたが、性信は別当よりも上位にあたる検校に任じられ、以後は皇族が別当検校として統括する寺院となった。
弟子に寛意・行禅・長信・覚行法親王らがいる。